# Székely Imre (orvos)
Székely Imre, Schvarcz (Soltvadkert, 1898. december 8. – London, 1972. november 12.) fogorvos.

## Életpályája
Schvarcz Mór kereskedő és Prager Jozefa fia. Tanulmányait a Pázmány Péter Tudományegyetemen végezte, ahol 1925-ben szerezte meg orvosi oklevelét. 1925–1948 között a Szövetség utcai Apponyi Poliklinika fogászati osztályán dolgozott. 1948–1956 között a Budapesti Orvostudományi Egyetem Sztomatológiai Klinikájának tanársegédje volt. 1956-ban elhagyta Magyarországot és Londonban telepedett le, ahol magángyakorlatot folytatott. A száj gombaflórájával, arcprotézisek készítésével és fémbetétekkel foglalkozott. Ő tervezte a Fogorvostudományi Kar emblémáját.

## Művei
- Gyökérkezelési eljárások a fogászatban (Kaufmann Oszkárral, Bárkány Istvánnal, Budapest, 1936)
- A fémbetétek mérsékelt elterjedésének okai (Fogorvosi Szemle, 1948, 6. szám)
- Alsó molaris pótlása előre dőlt pillérfog esetén (Fogorvosi Szemle, 1949, 8. szám)
- Kozmetikai hídhorgonyok biológiai nézőpontból (Fogorvosi Szemle, 1949, 11. szám)
- Fehér fémbetétek szélizáródásának mikroszkópi vizsgálata (Fogorvosi Szemle, 1951, 2. szám)
- Nagyfokú abrázió esetén végzett harapásemelés (Fogorvosi Szemle, 1951, 8. szám)
- Fémek oligodynamiás hatásának vizsgálata egyes szájbaktériumokra (Fogorvosi Szemle, 1952, 7. szám)
- A száj gombaflórája (Fogorvosi Szemle, 1953, 7. szám)
- Archiányok pótlása akrilátból (Skaloud Ferenccel, Fogorvosi Szemle, 1954, 5. szám)
- Acrylat arcprothesisek (epithesisek) (Orvosi Hetilap, 1955, 51. szám)